# تريس (سيئون)

تعديل مصدري - تعديل

تريس هي إحدى قرى عزلة سيئون بمديرية سيئون التابعة لمحافظة حضرموت، بلغ تعداد سكانها 2155 نسمة حسب تعداد اليمن لعام 2004.